# Tom Middendorp
Pour les articles homonymes, voir Middendorp (homonymie).
Thomas Antonius Middendorp, dit Tom Middendorp, né le 6 septembre 1960 à Rheden, est un général néerlandais, commandant des Forces armées néerlandaises (en néerlandais : Commandant der Strijdkrachten) du 28 juin 2012 a 3 octobre 2017.

## Biographie
Middendorp entre à l'académie militaire de Bréda en 1979 puis se spécialise dans le génie militaire à Vught. Il est employé à la sortie de ses études dans l'armée de terre. En 1997, il est nommé assistant militaire auprès du chef de la défense des Pays-Bas. Il lui est assigné après cela un poste au premier bataillon de forces germano-néerlandaises, et en 2001, il est promu commandant du 101e bataillon de génie militaire stationné à Wezep. Il est par la suite colonel actif à la direction centrale des Affaires générales, au ministère de la Défense.
Middendorp est envoyé en 2006 en tant que conseiller politique en Afghanistan, représentant local de l'ambassadeur de l'OTAN. À partir de 2008, il officie en tant que général de brigade de la 13e brigade motorisée basée à Oirschot. Avec ce poste, il est de nouveau envoyé en mission en Afghanistan en 2009 avec sous ses ordres le Task Force Uruzgan. À la fin de l'année, il est nommé major-général directeur des opérations.
Il est connu en septembre 2011 que le chef d'État-Major Peter van Uhm (en) allait bientôt quitter ses fonctions au profit de Middendorp. Ce dernier est investi en ses fonctions le 28 juin suivant, lors d'une cérémonie au Binnenhof. Il représente en 2013 les Forces armées du royaume lors de l'intronisation de Willem-Alexander, nouveau roi du pays et donc chef suprême des armées à titre honorifique. Depuis, il assiste chaque année également au Prinsjesdag.
Il démissionne le 3 octobre 2017 avec la ministre de la Défense Jeanine Hennis-Plasschaert à la suite d'un accident coutant la vie à deux militaires néerlandais au Mali. Le Luitenant-admiraal Rob Bauer lui succède.